# Предраг Николић (доктор)
За другу употребу, погледајте страницу Предраг Николић (редитељ).
Др Предраг Николић (Бања Лука, 1949 — Бања Лука, 4. јун 2019) био је српски љекар, специјалиста за онкологију.

## Биографија
Др Предраг Николић рођен је 1949. године у Нишу. Ма Медицинском факултету у Бањалуци дипломирао је 1983. године. Приравнички стаж обавља током 1984. године Радној организацији Клиничко медицинског центра Бања Лука у ООУР–у Дом здравља Бања Лука, гдје се 1985. распоређује на радно мјесто љекара у Служби опште медицине. Из ООУР-а Дом здравља Бања Лука РО КМЦ Бања Лука прелази 1987. године у ООУР КБЦ Бања Лука- Служба за онкологију и слична обољења такође у саставу РО КМЦ Бања Лука гдје се распоређује на послове и радне задатке доктора медицине – секундарца. Током 1989. године почиње специјализацију из интерне медицине, а 1994. године распоређује се на мјесто љекара специјалисте у Служби за онкологију ООУР-а Клиничко-болнички центар Бања Лука. На мјесто начелника Службе за онкологију Клиничког центра Бања Лука именује се 1997. године. На радно мјесто шефа Одјељења за општу онкологију са пријемно поликлиничким трактом у Клиници за онкологију Клиничког центра Бања Лука распоређује се 2000. године. Током 2006. године почиње супспецијализацију из онкологије у Сремској Каменици коју завршава 2008. године. У заслужену пензију одлази 2014. године. Преминуо је 4. јуна 2019. у Бања Луци. Сахрањен је 6. јуна 2019. на православном гробљу у бањолучком насељу Ребровац.